# Corynespora cassiicola
Corynespora cassiicola (Berk. & M.A. Curtis) C.T. Wei  – gatunek grzybów z rzędu Pleosporales. Grzyb pasożytniczy występujący na licznych gatunkach roślin i powodujący u nich plamistość liści. Jest szeroko rozprzestrzeniony na całym świecie.

## Systematyka
Pozycja w klasyfikacji według Index Fungorum
Corynespora, Corynesporascaceae,  Pleosporales, Pleosporomycetidae, Dothideomycetes, Pezizomycotina, Ascomycota, Fungi.
Takson ten opisali Miles Joseph Berkeley i Moses Ashley Curtis w 1868 r. nadając mu nazwę Helminthosporium cassiicola. Obecną, uznaną przez Index Fungorum nazwę nadał mu C.T. Wei w 1950 r.
Synonimy:

- Cercospora melonis Cooke 1896
- Cercospora melonis Cooke 1896
- Cercospora vignicola E. Kawam. 1931
- Cercospora mazei Güssow 1905
- Cercospora melonis Cooke ex Lindau 1910
- Cercospora vignicola (E. Kawam.) Goto 1950
- Helminthosporium cassiicola Berk. & M.A. Curtis 1868
- Helminthosporium papayae Syd. 1923
- Helminthosporium vignae L.S. Olive, in Olive, Bain & Lefebvre 1945
- Helminthosporium vignicola (E. Kawam.) L.S. Olive 1949

## Morfologia
W obrębie plam na obydwu stronach porażonych liści tworzą się blado brązowe, gładkie, cylindryczne, proste lub lekko zakrzywione konidiofory o wymiarach 153 ̶ 646 × 5 ̶ 9 µm, z 3-11 przegrodami. Konidia powstają pojedyncze lub w krótkich łańcuchach akropetalnych, są wrzecionowate, maczugowate do  niemal cylindrycznych, proste lub zakrzywione, o wymiarach  112–314 × 4–8 μm. Mają 8 – 33 przegród, barwę od szklistej do jasnobrązowej, są gładkie, z 1-2 płaską ciemną i zgrubiałą hila. Na pożywkach kolonie rosną stosunkowo wolno (średnica 5,3 cm po 9 dniach), mają powierzchnię garbkowatą, filcowatą, brzeg cały, sino-szary do mysio szarego. Zarodnikują rzadko. Bardzo charakterystyczną cechą konidiów jest wnęka lub punkt przyczepienia konidioforu, zwykle wyglądający na grubszy i ciemniejszy niż reszta zarodników. W glebie grzyb może wytwarzać chlamydospory umożliwiające mu dłuższe przetrwanie. Mają postać grubościennych, nabrzmiałych i zmelanizowanych (ciemnych) strzępek. Wykryto je w kilku roślinach żywicielskich, w tym u groszka zwyczajnego, bakłażana, ogórka, u lantany pospolitej, malpigii granatolistnej i Vernonia cinerea.
Znana jest tylko anamorfa.

## Znaczenie
Corynespora cassiicola to grzyb mikroskopijny, pasożyt, saprotrof i endofit atakujący ponad 530 gatunków roślin w 53 rodzinach. Występuje najczęściej w tropikach i subtropikach, gdzie powoduje duże szkody ekonomiczne na plantacjach roślin uprawnych. Został również wyizolowany z nicieni i ludzkiej skóry.
Jest patogenem wielu roślin uprawnych, m.in. grochu zwyczajnego, papai, kauczukowca, soi, pomidora. W Polsce wywołuje chorobę o nazwie korynesporoza dyniowatych i korynesporoza soi. U pomidora powoduje korynesporozę pomidora.